# 歐洲優先
歐洲優先（英語：Europe first，或稱「德國優先」）是指第二次世界大戰時由喬治·馬歇爾元帥等人率先提出、美國與英國的大戰略，內容為先集中盟軍資源對付歐洲的納粹德國，並以較少的資源來對付太平洋的日本帝國，在擊敗英國最大的威脅—納粹德國後，兩國再集中所有盟軍資源去擊敗日本。「歐洲第一」的方針與麥克阿瑟將軍及中國遊說團體等人主張的「亞洲優先」成對比，而最後仍是「歐洲優先」被採用，令德國於1945年5月8日投降，日本於同年8月15日投降。

## 資料來源
1. ↑  Hornfischer p. 151-153, 383